# Nova Bassano
Nova Bassano este un oraș în Rio Grande do Sul (RS), Brazilia.